# Museo e biblioteca Clarence Bicknell
Il museo e la biblioteca "Clarence Bicknell" è un polo museale e bibliotecario situato nel comune di Bordighera, in via Romana, in provincia di Imperia, presso una grande villa che è anche la sede dell'Istituto internazionale di studi liguri.
A destra dell'edificio c'è la via Clarence Bicknell che porta all'entrata dei giardini della villa e del museo, i due edifici fanno parte dello stesso blocco. Nel 1888 Clarence Bicknell costruì il museo per raccogliere, conservare ed esporre le sue collezioni archeologiche e botaniche..

## Storia

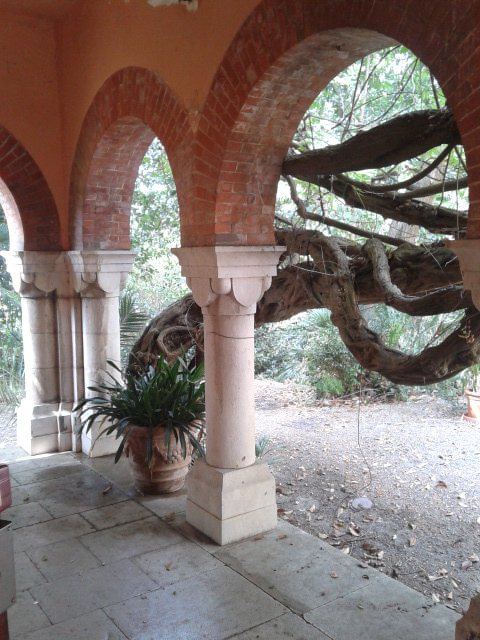
Il portico e il glicine del museo

Clarence Bicknell fu il primo a studiare in modo sistematico le incisioni rupestri del monte Bego. Durante le sue esplorazioni e ricerche collezionò appunti, disegni, calchi e fotografie che servirono a molto studiosi ed appassionati. Molti dei suoi lavori furono pubblicati nei volumi della Società Linguistica e in riviste francesi specializzate. Grande appassionato di botanica, si dedicò allo studio della flora locale e delle Alpi Marittime più in generale. Le sue ricerche furono pubblicate in due libri che divennero un punto di riferimento per gli studiosi del settore: Flowering plants and rens of the Riviera (1885) e Flora of Bordighera and San Remo or a catalogue of the wild plants growing in western Liguria in the area bounded by the outer watersheds of the Arma and Nervia torrents (1896).
I frutti della sua passione si possono ammirare al museo Bicknell di Bordighera, che fu il primo museo della Liguria occidentale, in quanto fu creato nel 1888. L'edificio rettangolare presenta un'entrata protetta da un portico a quattro colonne d'ispirazione romana, costruito dall'architetto inglese Clarence Trait. L'interno s'ispira alla struttura utilizzata nelle chiese anglicane, con una sorta di podio che serve ai conferenzieri per le loro presentazioni accademiche. Sia al lato destro, che al lato sinistro esistono due pregevoli camini decorati da Bicknell con motivi floreali e animali. Sul camino di destra si può ammirare una frase dantesca "Non fa scienza senza lo ritener aver inteso", e su quello di sinistra gli stemmi di coloro che collaborarono alla creazione del museo: Clarence Tait, Giovenale Gastaldi, Francesco Giovannelli e lo stesso Bicknell.
Il museo contiene anche la biblioteca Clarence Bicknell e si possono consultare circa 85.000 volumi, 3.000 riviste specializzate in arte e storia locale, 14.000 incisioni oltre alla famosa collezione personale di farfalle, conosciuta per essere ancora oggi una delle più prestigiose d'Europa.
Alla morte di Bicknell, tutte le sue proprietà furono ereditate dal figlio della sorella, Edward Elhanan Berry, a cui era molto legato, e dalla moglie Margaret Serocold Berry con la quale intratteneva un legame quasi filiale. Berry arrivò a Bordighera nel 1880 all'età di 19 anni per aprire una banca dedicata agli inglesi, e subito creò un legame speciale con questo zio che non aveva mai conosciuto e che gli trasmise la passione per la botanica e per la storia. Berry, che molto aveva fatto con lo zio per la creazione del museo, aggiunse tutto il frutto del suo lavoro personale alle collezioni raccolte da Bicknell. Nell'edificio adiacente al museo, risiede l'Istituto internazionale di studi liguri in cui si può ammirare il libro pubblicato da Berry nel 1931 At the western gate of Italy, che fu a lungo considerato come un testo essenziale per tutti coloro che volevano studiare l'arte e l'architettura della Riviera di ponente.
Alla morte di Edward, Margaret si adoperò per continuare a far vivere il museo e l'attività culturale lanciata dallo zio e dal marito, tanto da rendere anche la loro residenza privata, villa Monteverde (via dei Mostaccini 54), ora residenza privata, uno dei salotti più ricercati di Bordighera.  Con l’arrivo del fascismo gli inglesi divennero persone non grate, e Margaret confidò il prezioso museo e tutto il suo contenuto a Nino Lamboglia, col quale aveva collaborato per la creazione, nel 1932, del futuro Istituto internazionale di studi liguri.
Il museo Bicknell, l'Istituto internazionale di studi liguri e la porzione di strada romana conservata nel giardino fanno parte dei beni tutelati dalla Soprintendenza per i Beni Architettonici e Paesaggistici della Liguria.

## I giardini
Il museo, come spesso capita a Bordighera, si trova immerso in un giardino rigoglioso dotato di piante centenarie. Il protagonista di questo piccolo paradiso è un monumentale esemplare di Ficus macrophylla che si trova vicino all'entrata. Quest'albero è originario dell'Oceania e si è adattato benissimo al microclima bordigotto al punto di aver raggiunto l'altezza di 21 metri e un diametro di 8.6 metri. Durante la sua crescita ha inglobato una parte del muretto e della griglia originale dell'entrata. L'albero è stato incluso nella lista degli alberi monumentali italiani censita dal "Corpo Forestale dello Stato". Poco distante esiste anche un altro Ficus, più piccolo, ma anch'esso di notevole pregio. Sempre censito dal Corpo Forestale dello Stato come albero monumentale, il glicine centenario che decora il portico del museo.
Nel giardino si possono ammirare anche un piccolo monumento in onore di Clarence Bicknell, oltre a un frammento della vecchia strada romana.

## Galleria d'immagini

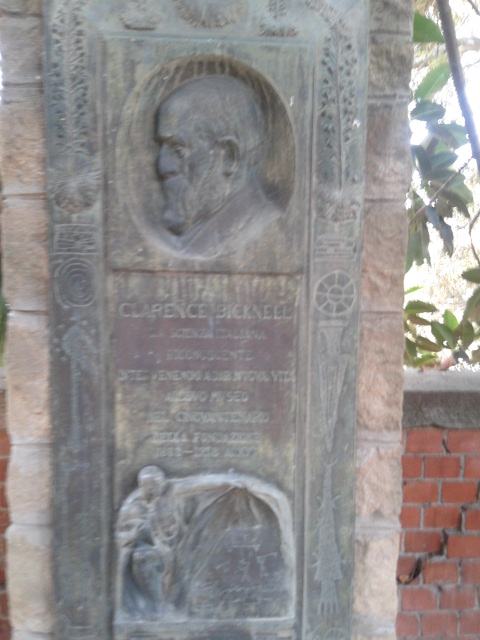
Clarence Bicknell, monumento
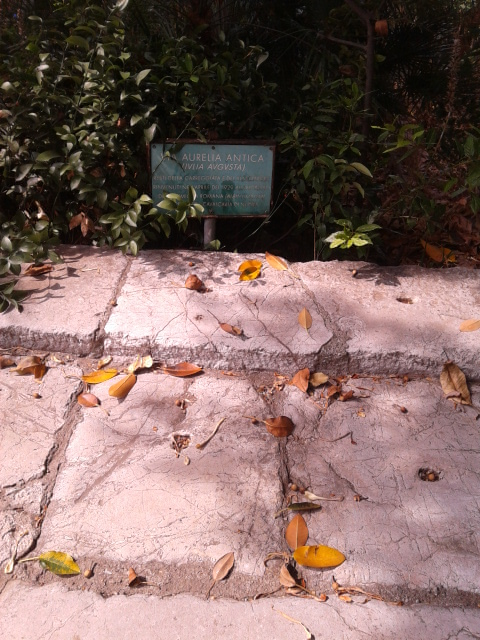
VIA AVGVSTA
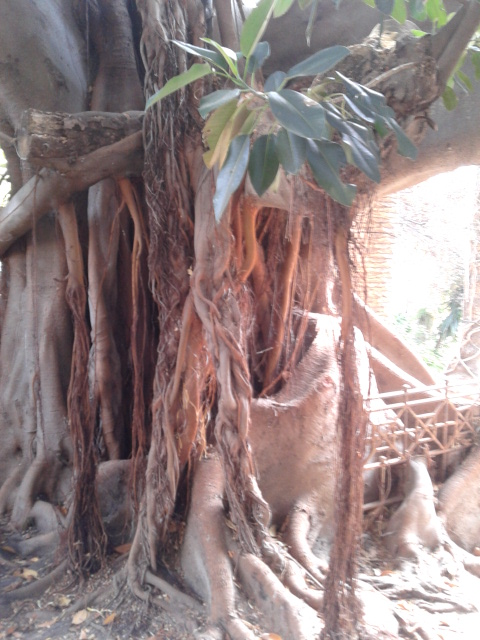
Ficus Bicknell che avvolge cancello
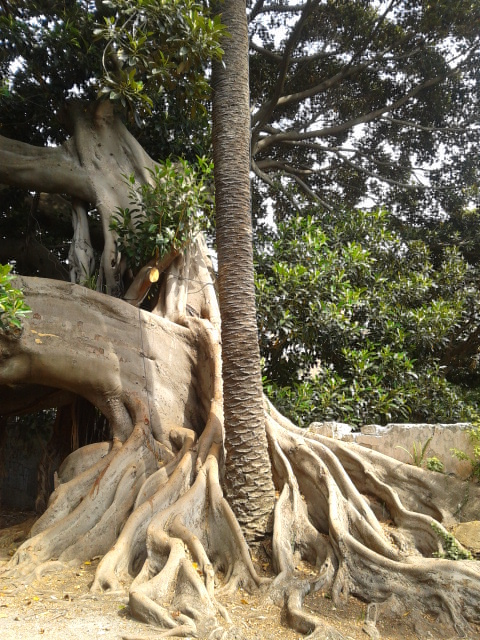
Ficus Bicknell che avvolge palma
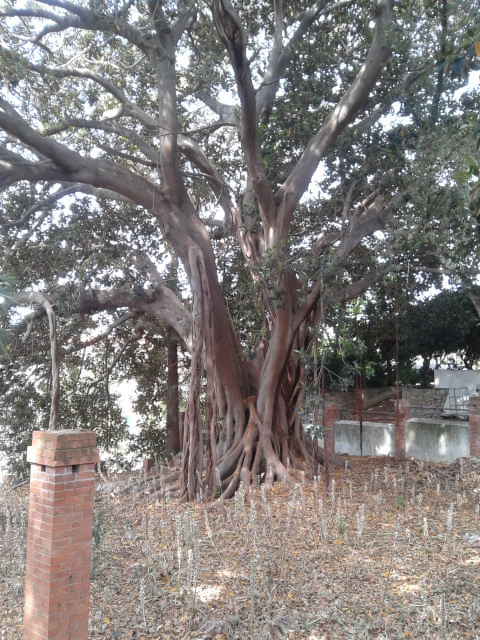
Ficus Bicknell piccolo